# قزل-اریق (شهرستان ایسیق‌آتا)
قزل-اریق (به قرقیزی: Кызыл-Арык، قىزىل ارىق) یک منطقهٔ مسکونی در قرقیزستان است که در شهرستان ایسیق‌آتا واقع شده‌است. قزل-اریق ۶۴۰ نفر جمعیت دارد و ۱٬۱۶۰ متر بالاتر از سطح دریا واقع شده‌است.